# Мобуту Сесе Секо
Мобуту Сесе Секо Куку Нґбенду ва за Банґа (фр. Mobutu Sese Seko Kuku Ngbendu wa za Banga, більше відомий як Мобуту Сесе Секо або Жозеф-Дезіре Мобуту, фр. Joseph-Désiré Mobutu, 14 жовтня 1930 — 7 вересня 1997) — президент Демократичної Республіки Конго (потім перейменованої в Заїр) в 1965–1997 роках.
Мобуту захопив владу в 1965 році після державного перевороту і став диктатором. Він змінив назву країни з Конго на Заїр (1971). Період правління Мобуту характеризується надзвичайно низьким рівнем життя заїрського населення, корупцією та клептократією.

## Біографія
Жозеф-Дезіре Мобуту народився в місті Лісала в Бельгійському Конго. Етнічно Мобуту належав до народу нґбанді. Ще дитиною його всиновив кухар бельгійських місіонерів, і Мобуту отримав можливість навчатися в місіонерській школі.
Мобуту отримав християнську католицьку освіту в Леопольдвілі. Сім років (1949–1956) служив у збройних силах, після звільнення влаштувався на роботу журналістом у леопольдвільській щоденній газеті «L'Avenir». Приблизно в цей же час Мобуту познайомився з Патрісом Лумумбою і став членом визвольної організації Конголезький національний рух.
30 червня 1960 року було сформовано перший в історії уряд Демократичної Республіки Конго, який очолив Лумумба (президентом країни став Жозеф Касавубу). Мобуту було призначено главою військового відомства.
14 вересня того ж року боротьба за владу між Лумумбою та Касавубу завершилася військовим переворотом на користь президента країни. Мобуту був активним учасником перевороту і залишився на своїй посаді.

### Прихід до влади
У 1965 році Мобуту закінчив переворот. Він скинув колишнього президента Касавубу і сам оголосив себе президентом на наступні п'ять років. Мобуту захопив усю владу до своїх рук, заборонив усі політичні партії, окрім однієї, засновником і головою якої він був — Народний революційний рух, та реорганізував систему управління. Контролю над економікою Мобуту досягнув, націоналізувавши найбільші підприємства країни, в тому числі й компанію по видобутку міді «Юніон Міньєр дю О-Катанга». У 1967 році Мобуту придушив заколот опозиції, в 1970 — переобрався на пост президента, будучи єдиним кандидатом на виборах.

### Заїризація

Прапор Заїру при Мобуту

У 1971 році Мобуту перейменував Демократичну Республіку Конго в Заїр, а столицю Леопольдвіль — в Кіншасу. Були затверджені новий прапор та герб. Наступного року була проголошена кампанія «щирого заїрського націоналізму». Мешканцям країни було продиктовано називати дітей споконвічними африканськими іменами, а священикам під загрозою в'язницею було заборонено хрестити дітей під християнськими.
Глава держави особисто подавав приклад і 1972 року змінив своє ім'я на Мобуту Сесе Секо Куку Нґбенду ва за Банґа, що в перекладі значить «Всемогутній воїн, котрий, завдяки своїй твердості та залізній волі, крокує від перемоги до перемоги, спалюючи все на своєму шляху».
Жителям країни було заборонено носити піджаки, європейські сорочки та краватки, а порушників змушували сплачувати чималий штраф. Рекомендувалося вдягатися в абакости — традиційні африканські туніки (при цьому їхня назва «абакост» була скорочення французького лозунгу «Геть костюм!» — фр. A bas le costume!). Яскравою деталлю костюма самого президента стала шапочка з леопардової шкіри (хутро леопарда традиційно носили тільки вожді).

### Авторитаризм
Ще з самого початку свого правління Мобуту почав цілеспрямовано знищувати своїх політичних опонентів. Президент був навчений досвідом своїх попередників і добре знав, що для того, аби протриматися у владі, йому необхідно буде використати жорсткі заходи.
У 1966 році одразу декілька відомих політичних діячів, включаючи колишнього голову уряду Еварісте Кімба та ще трьох екс-міністрів, були повішені. Варто зазначити, що, на відміну від інших диктаторів, Мобуту не соромився проводити покарання публічно: наприклад, зазначену вище страту спостерігало 50 000 чоловік. 1968 року міністр освіти в уряді Лумумби П'єр Мулеле повернувся до Заїру з еміграції в обмін на обіцянку про помилування. Однак після прибуття Мулеле був жорстоко вбитий військами Мобуту.
Пізніше Мобуту перейшов до іншої тактики: замість фізичного усунення він став використовувати підкуп.
Протягом всього правління Мобуту змушений був неодноразово придушувати заколоти та повстання, причому йому в цьому часто допомагали з-за кордону. Наприклад, в 1977 році військову допомогу надала Франція, в 1978 році, коли заїрські війська ледь не зазнали поразки, — Бельгія, Франція та Китай.
Міжнародна спільнота неодноразово намагалася лібералізувати політичну систему Заїру, але ці спроби провалилися через супротив з боку Мобуту та його оточення.
1980 року група депутатів заїрського парламенту вийшла зі складу Народного революційного руху і в 1982 році, незважаючи на заборону створення політичних об'єднань, заснувала опозиційну партію — Союз за демократію та соціальний прогрес.
У 1990 році Мобуту оголосив про відновлення багатопартійної системи. Однак, відчувши, що він втрачає владу,1992 року відмінив рішення Незалежної національної конференції про позбавлення президента влади, а в 1993 році провів репресії своїх опонентів.

### Культ особистості

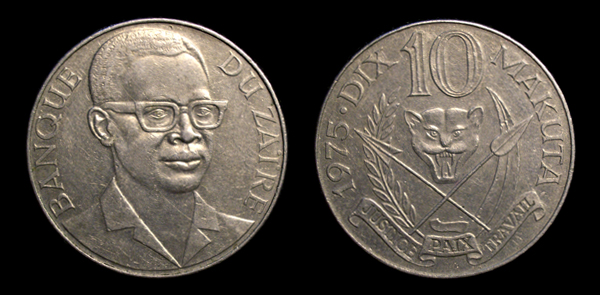
Монета вартістю 10 макута із зображенням Мобуту Сесе Секо

Так само, як і багато хто з диктаторів, Мобуту за життя було піднесено в статус фактично напівбога. Його називали «батьком народу», «рятівником нації». Його портрети висіли в більшості громадських установ; члени парламенту та уряду носили значки з портретом президента. У заставці вечірніх новин Мобуту щодня з'являвся в позі сидячого на небесах. На кожній банкноті також було зображено президента.
На честь Мобуту було перейменовано озеро Альберт (1973), яке з XIX століття носило ім'я чоловіка королеви Вікторії. Лише частина акваторії цього озера належала Заїру; в Уганді використовувалася стара назва, однак в СРСР перейменування було визнано, і в усіх довідниках та картах зазначалося озеро Мобуту-Сесе-Секо. Після скинення Мобуту в 1996 році була відновлена колишня назва.
У 1972 Мобуту безуспішно намагався призначити себе довічним президентом. У червні 1983 він присвоїв собі звання маршала; наказ підписав генерал Лікулія Болонго.

### Економіка та соціальна політика
Правління Мобуту увійшло в історію як одне з найбільш корумпованих у XX столітті. Процвітало хабарництво та казнокрадство (в особистих цілях один з дипломатів використовував навіть посольство Заїру в Японії). У самого президента було декілька палаців в Кіншасі та інших містах країни, цілий автопарк «Мерседесів» та особистий капітал в швейцарських банках, який до 1984 року становив приблизно 5 мільярдів доларів (на той момент ця сума дорівнювала зовнішньому боргу країни).
Все це призвело до того, що економічна та соціальна інфраструктури країни були майже повністю знищені. Заробітна плата затримувалася місяцями, кількість голодуючих та безробітних досягла небувалих розмірів, на високому рівні знаходилася інфляція. Єдиною професією, яка гарантувала стабільний високий заробіток, була професія військового: армія була опорою режиму.
У 1975 році в Заїрі почалася економічна криза, у 1989 році було оголошено дефолт: держава виявилася не в змозі сплатити зовнішній борг. За Мобуту були введені соціальні виплати багатодітним сім'ям, інвалідам та іншим, але через високу інфляцію ці виплати швидко знецінювалися. Разом з тим варто зазначити кроки, які позитивно вплинули на економіку Заїру: націоналізація підприємств зменшила залежність країни від іноземного капіталу, а зміна валюти в 1967 році дещо покращила ситуацію в економіці.

### Зовнішня політика

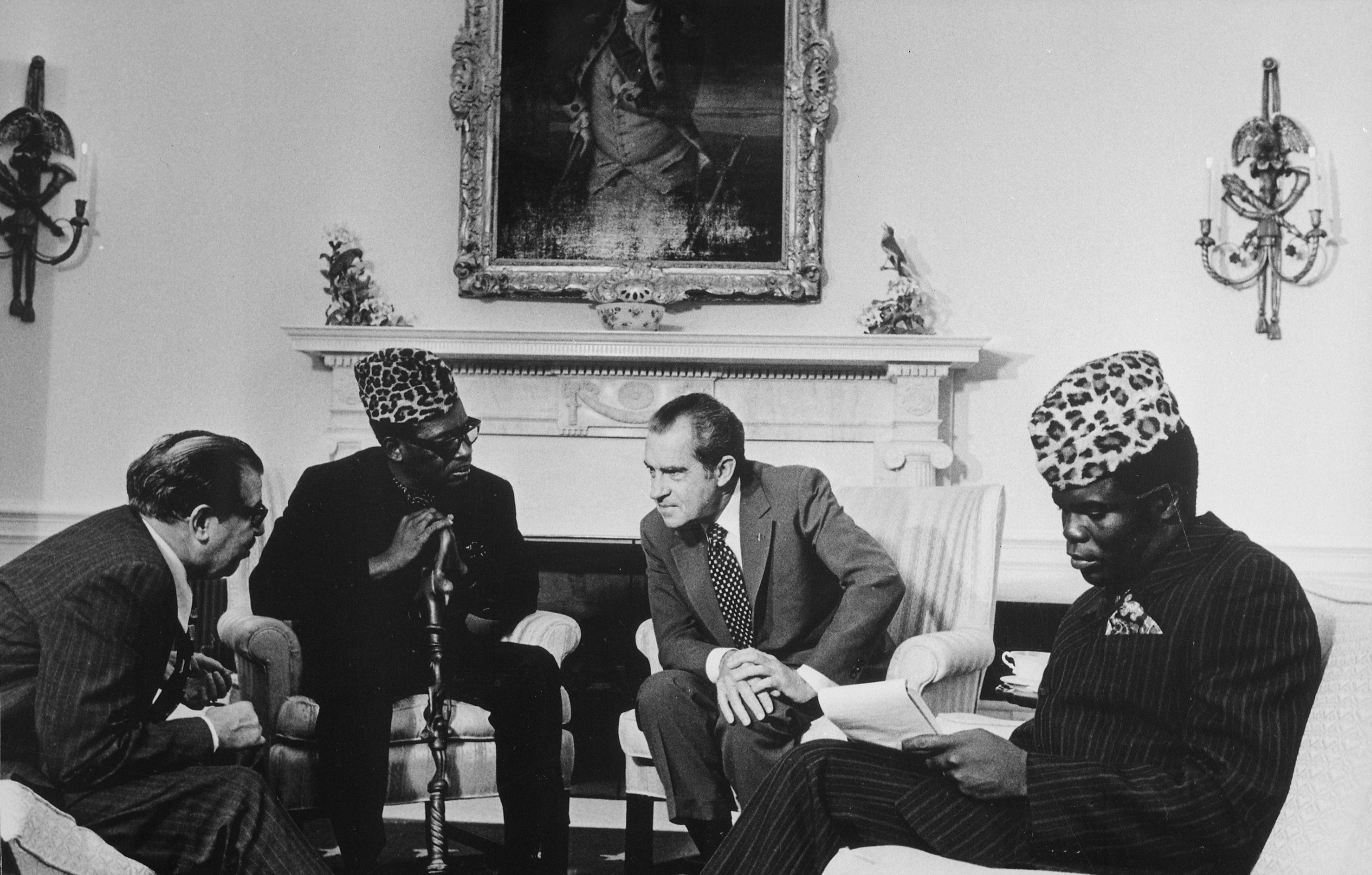
Мобуту Сесе Секо та Річард Ніксон в окрузі Колумбія, США, 1973.

Під час холодної війни Мобуту вів швидше прозахідну зовнішню політику, зокрема, підтримуючи антикомуністичних повстанців Анголи. Однак ніяк не можна сказати, що відносини Заїру із соціалістичними країнами були ворожими: Мобуту був другом румунського диктатора Ніколае Чаушеску, встановив добрі відносини з Китаєм та Північною Кореєю, а Радянському Союзу дозволив побудувати в Кіншасі посольство. З країн Африки Мобуту мав ворожі стосунки з Лівією та Замбією, маючи теплі стосунки з Марокко.
При Мобуту Заїр не входив до політичних та військових блоків та був членом Руху неприєднання. Офіційно одним з принципів заїрського націоналізму («щирості») був лозунг: «Ні праворуч, ні ліворуч, а тільки рух у власному напрямку». Після закінчення холодної війни відносини між Заїром та США зіпсувалися, а Мобуту було навіть оголошено в США персоною нон грата.

### Скинення Мобуту
У середині 1990-х років у Руанді почався масовий геноцид, і декілька сотень тисяч людей утекли до Заїру. Мобуту відправив у східні райони країни урядові війська, щоби вигнати звідти біженців, а заразом і народність тутсі (в 1996 році цьому народу було наказано покинути країну). Ці дії викликали масове незадоволення в країні, і в жовтні 1996 тутсі підняли повстання проти режиму Мобуту. Разом з іншими повстанцями вони об'єдналися в Альянс демократичних сил за визволення Конго. Очолив організацію Лоран Кабіла, підтримку надавали уряди Уганди та Руанди.
Урядові війська нічого не могли протиставити повстанцям, і 17 травня 1997 року війська опозиції увійшли до Кіншаси. Мобуту втік з країни, яку було знову перейменовано в Демократичну Республіку Конго.

### Смерть
Мобуту відмовили в наданні політичного притулку у Франції та Того. Колишній диктатор зміг залишитися лише в Марокко. 7 вересня 1997 року Мобуту Сесе Секо помер від раку простати в Рабаті.

## Сім'я
Мобуту був одружений двічі. Його перша жінка Марія-Антуанетта Мобуту померла від серцевої недостатності в 1977 році. 1980 року диктатор одружився вдруге — його жінкою стала Бобі Ладава. У Мобуту було шестеро дітей: чотири сина від першого шлюбу (Ніва, Конга, Конгулу та Манда) померли, син та дочка від другого залишилися живі. Син диктатора від другого шлюбу Нзанга Мобуту висунув свою кандидатуру на президентських виборах в ДР Конго в 2006 році. Дочка Якпуа мешкає в Бельгії.

## Фільми про Мобуту
- Мобуту, король Заїру
- Лумумба

### Іноземними мовами
- Мобуту на сайті Hrono.ru [Архівовано 26 грудня 2009 у Wayback Machine.]
- Мобуту на сайті Africana.ru [Архівовано 17 жовтня 2009 у Wayback Machine.]
- Мобуту на сайті Krugosvet.ru [Архівовано 15 березня 2008 у Wayback Machine.]
- Мобуту на сайті Congo On-Line (французькою)
- Інтерв'ю з Мобуту на сайті Metroactive.com [Архівовано 6 жовтня 2008 у Wayback Machine.] (англійською)
- Стаття «Inside Mobutu's Court» на сайті Africasia.co.uk (англійською)
- Стаття «Mobutu's legacy: Show over substance» на сайту BBC.co.uk [Архівовано 14 квітня 2009 у Wayback Machine.] (англійською)